# Rio do Peixe (periodiskt vattendrag i Brasilien, Bahia, lat -11,24, long -40,08)
Rio do Peixe är ett periodiskt vattendrag i Brasilien.   Det ligger i delstaten Bahia, i den östra delen av landet, 1 000 km nordost om huvudstaden Brasília.
Omgivningen kring Rio do Peixe är huvudsakligen savann. Området är  glesbefolkat, med 20 invånare per kvadratkilometer.